# Llista de cavi de Mart
En aquest article només es mostra els noms oficials aprovats per la Unió Astronòmica Internacional (UAI).
Aquesta és una llista de cavi amb nom de Mart

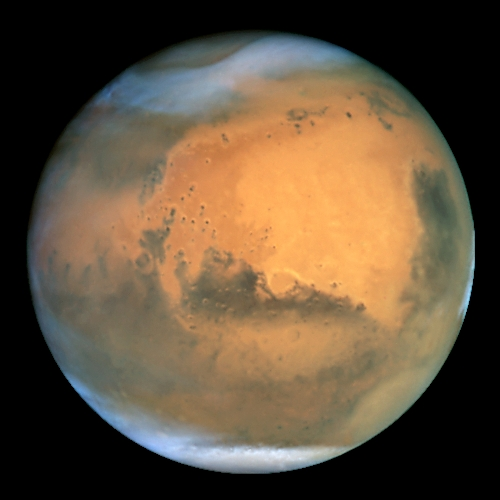
Imatge de Mart
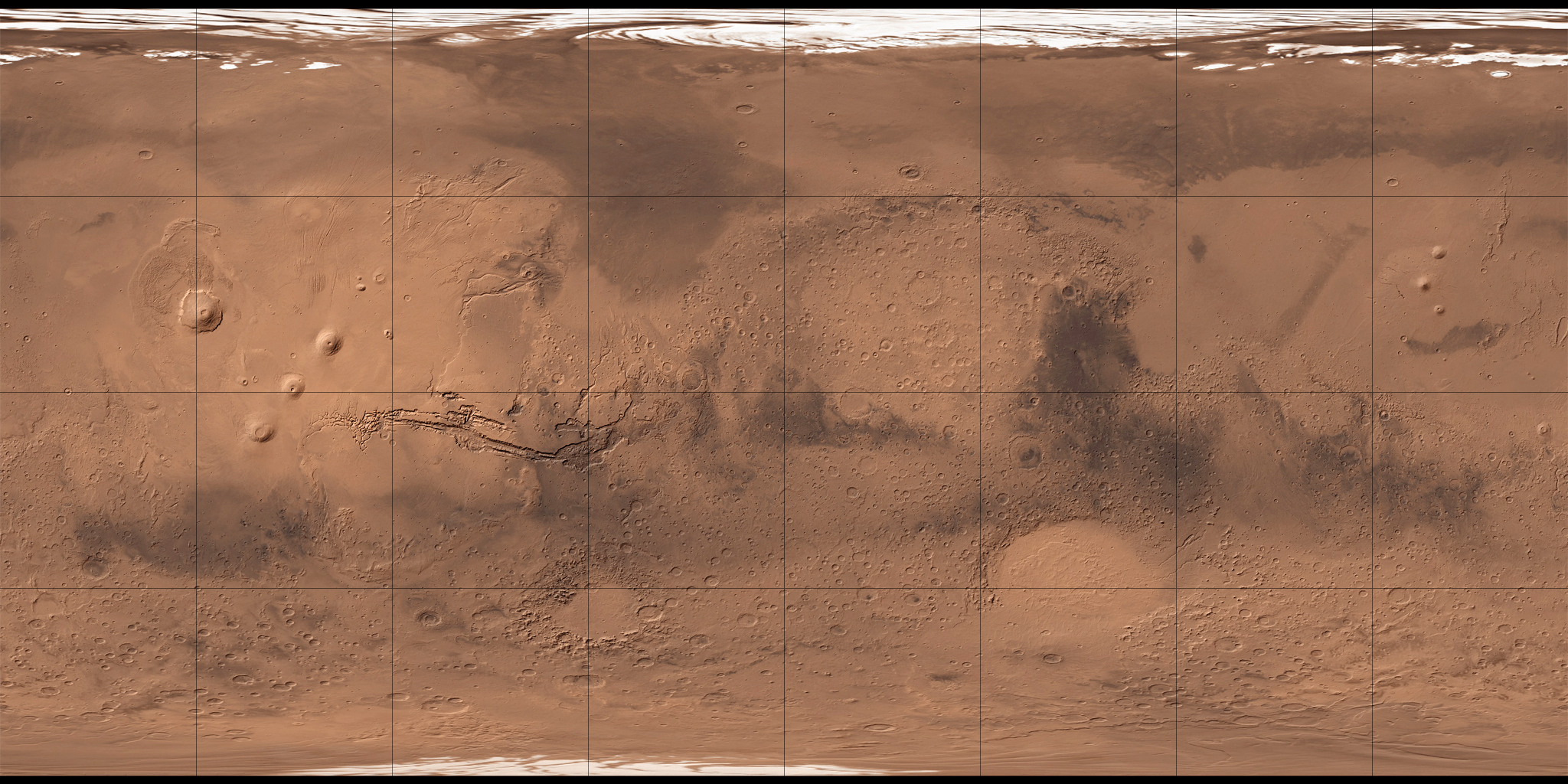
Mapa topogràfic de Mart

## Llista
Els cavi de Mart porten els noms de característiques d'albedo properes que apareixen en mapes de Schiaparelli o Antoniadi. Si no hi ha cap característica d'albedo proper, llavors rep el nom d'un cràter proper.
La latitud i la longitud es donen com a coordenades planetogràfiques amb longitud oest (+ Oest; 0-360).
| Cavus           | Coordenades                              | Diàmetre (km) | Epònim                             | Ref.  |
| --------------- | ---------------------------------------- | ------------- | ---------------------------------- | ----- |
| Amenthes Cavi   | 16° 14′ N, 245° 29′ O / 16.23°N,245.48°O | 1.330,50      | Nom d'una característica d'albedo. | WGPSN |
| Argyre Cavi     | 48° 19′ S, 40° 07′ O / 48.31°S,40.12°O   | 72,33         | Nom d'una característica d'albedo. | WGPSN |
| Ausonia Cavus   | 31° 55′ S, 263° 27′ O / 31.92°S,263.45°O | 49,50         | Nom d'una característica d'albedo. | WGPSN |
| Avernus Cavi    | 3° 43′ S, 187° 29′ O / 3.72°S,187.48°O   | 115,00        | Nom d'una característica d'albedo. | WGPSN |
| Boreum Cavus    | 84° 38′ N, 20° 09′ O / 84.64°N,20.15°O   | 62,13         | Nom d'una característica d'albedo. | WGPSN |
| Cavi Angusti    | 78° 10′ S, 74° 45′ O / 78.16°S,74.75°O   | 640,04        | Nom d'una característica d'albedo. | WGPSN |
| Dalu Cavus      | 6° 54′ S, 99° 00′ O / 6.9°S,99°O         | 65,00         | «Nit» en javanès.                  | WGPSN |
| Ganges Cavus    | 10° 05′ S, 51° 27′ O / 10.09°S,51.45°O   | 43,11         | Nom d'una característica d'albedo. | WGPSN |
| Hadriacus Cavi  | 27° 15′ S, 281° 57′ O / 27.25°S,281.95°O | 59,09         | Nom d'una característica d'albedo. | WGPSN |
| Hiddekel Cavus  | 29° 26′ N, 343° 46′ O / 29.43°N,343.76°O | 23,30         | Nom d'una característica d'albedo. | WGPSN |
| Hydrae Cavus    | 7° 56′ S, 61° 19′ O / 7.93°S,61.31°O     | 64,50         | Nom d'una característica d'albedo. | WGPSN |
| Hyperborei Cavi | 79° 55′ N, 49° 42′ O / 79.91°N,49.7°O    | 92,81         | Nom d'una característica d'albedo. | WGPSN |
| Ismenius Cavus  | 33° 54′ N, 342° 55′ O / 33.9°N,342.92°O  | 90,61         | Nom d'una característica d'albedo. | WGPSN |
| Juventae Cavi   | 3° 55′ S, 58° 10′ O / 3.91°S,58.16°O     | 94,40         | Nom d'una característica d'albedo. | WGPSN |
| Layl Cavus      | 10° 24′ S, 98° 36′ O / 10.4°S,98.6°O     | 48,40         | «Nit» en àrab.                     | WGPSN |
| Malam Cavus     | 11° 12′ S, 98° 06′ O / 11.2°S,98.1°O     | 48,00         | «Nit» en indonesi.                 | WGPSN |
| Nat Cavus       | 11° 54′ S, 96° 54′ O / 11.9°S,96.9°O     | 40,40         | «Nit» en danès.                    | WGPSN |
| Noc Cavus       | 13° 24′ S, 96° 42′ O / 13.4°S,96.7°O     | 29,70         | «Nit» en polonès.                  | WGPSN |
| Octantis Cavi   | 52° 34′ S, 45° 58′ O / 52.57°S,45.97°O   | 71,21         | Nom d'una característica d'albedo. | WGPSN |
| Oenotria Cavi   | 3° 52′ S, 281° 06′ O / 3.86°S,281.1°O    | 247,00        | Nom d'una característica d'albedo. | WGPSN |
| Olympia Cavi    | 85° 04′ N, 177° 46′ O / 85.06°N,177.77°O | 342,78        | Nom d'una característica d'albedo. | WGPSN |
| Ophir Cavus     | 9° 53′ S, 55° 02′ O / 9.89°S,55.04°O     | 36,72         | Nom d'una característica d'albedo. | WGPSN |
| Oxus Cavus      | 37° 25′ N, 0° 31′ O / 37.41°N,0.52°O     | 37,87         | Nom d'una característica d'albedo. | WGPSN |
| Peraea Cavus    | 29° 37′ S, 264° 34′ O / 29.61°S,264.57°O | 56,24         | Nom d'una característica d'albedo. | WGPSN |
| Scandia Cavi    | 77° 33′ N, 150° 21′ O / 77.55°N,150.35°O | 663,80        | Nom d'una característica d'albedo. | WGPSN |
| Sisyphi Cavi    | 72° 12′ S, 6° 18′ O / 72.2°S,6.3°O       | 423,63        | Nom d'una característica d'albedo. | WGPSN |
| Tenuis Cavus    | 84° 46′ N, 358° 37′ O / 84.76°N,358.61°O | 51,53         | Nom d'una característica d'albedo. | WGPSN |
| Usiku Cavus     | 11° 12′ S, 96° 18′ O / 11.2°S,96.3°O     | 42,00         | «Nit» en suahili.                  | WGPSN |